# Štěpán Uroš I.
Štěpán Uroš I. (srbsky:Стефан Урош I, Stefan Uroš I., někdy pouze Uroš I., zvaný Veliký, asi 1222 – po 1276), nejmladší syn srbského krále Stefana I. a jeho druhé ženy Anny Dandoly, byl srbský král v letech 1243–1276.

## Před nástupem na trůn
Narodil se asi roku 1222 jako jediný syn srbského krále (do roku 1217 župana) Stefana I. z druhého manželství s Annou, vnučkou benátského dóžete Enrica Dandola (†1205). Brzy přišel o otce – král Stefan I. Prvověnčani skonal 24. září 1228. Na trůn po něm nastoupil jeho syn z prvního manželského svazku s Eudokií Angelinou Stefan Radoslav (okolo 1192 – po 1234. Uroš byl tehdy ještě nezletilý a nepřipojil se k povstání svého dalšího bratra Vladislava proti Radoslavovi. Roku 1233 nebo 1234 byl Radoslav Vladislavem sesazen. Vladislav byl však také roku 1243 sesazen domácí vzpourou a za nového krále byl prohlášen Uroš jako Stefan Uroš I.

## Vláda
Uroš I. na rozdíl od svých bratrů provozoval samostatnou zahraniční politiku (Radoslav se opíral o svého zetě Theodora Epirského a Vladislav o bulharského cara Ivana Asena II., jehož dceru Beloslavu měl za ženu). Roku 1252 vyhlásil Uroš válku Dubrovníku, který se nechtěl vzdát výnosných vinic. Srbové porazili jak Dubrovník, tak roku 1253 také Bulharsko, které se po smrti cara Ivana Asena II. († 1241) zmítalo ve zmatcích. Roku 1257 dosedl na bulharský trůn Konstantin Asen, bratranec krále Uroše I., a Bulharsko bylo těsněji připoutáno k Srbsku. Uroš I. také válčil s nikajským císařem Michaelem VIII. a spojil se proti němu se sicilským králem Manfredem (vládl v letech 1254–1266), levobočkem velikého římského císaře Friedricha II., s epirským despotou Michaelem II. a s představiteli latinských panství v Řecku. Roku 1258 byla Urošem obsazena města Skopje a Prilep, které však musel hned roku 1259, po vítězství Nikaie u Petagonie, vrátit Michaelovi VIII., který roku 1261 dobyl Konstantinopol, sídelní město byzantských (východořímských či římských) císařů v letech 330–1204, a 13. srpna téhož roku byl korunován byzantským císařem. Na nepřátelském vztahu k Michaelovi VIII. se pro Uroše nic nezměnilo. Stále hledal proti Konstantinopoli spojence a také je našel - staly se jimi Sicilské království, kde se po Manfredově porážce a skonu ujal vlády Karel I. z Anjou (vládl 1266–1282, v Neapolsku do 1285), mladší bratr francouzského krále Ludvíka IX. a také příbuzný Urošovy choti Heleny (Jeleny), a Uherské království pod vládou Bély IV., jehož vnučku si vzal Urošův prvorozený syn Dragutin za ženu. Při zahraniční politice se Uroš opíral o politiku vnitřní, ve které dosáhl velkého pokroku: začalo se těžit v dolech a razily se první mince. Král také podporoval kulturu, zejména literaturu.

## Poslední léta
V posledních letech Urošova panování se proti němu bouřil jeho prvorozený syn Dragutin, který otce roku 1276 s pomocí svého švagra, uherského krále Ladislava IV. sesadil a ujal se vlády jako Stefan Dragutin. O otcovo území se rozdělil s mladším bratrem Milutinem (od roku 1282 králem pod jménem Stefan Uroš II. Milutin) a také s matkou Jelenou z Anjou. Sesazený král vstoupil do kláštera, kde zanedlouho zemřel. Jím odešel jeden z největších srbských panovníků. Během Urošovy vlády se upevnilo zahraniční postavení Srbska, rozvrácené za vlády jeho bratrů Radoslava a Vladislava. Bylo štěstím pro stát, že odbojný syn pokračoval v otcově výbojné politice. Vláda Uroše I., Dragutina a Milutina položila základ velmocenskému postavení, kterého Srbsko dosáhlo za vlády krále Stefana Uroše IV. Dušana (1331–1355), který se roku 1346 prohlásil carem.